# ساوراميبا
ساوراميبا (الاسم العلمي: Sauramoeba) هي جنيس من المتصورة، تتبع جنس متصورة.